# O Cristo Amarelo (Gauguin)
O Cristo Amarelo (em francês: Le Christ jaune) é uma pintura executada por Paul Gauguin em 1889 em Pont-Aven. Juntamente com O Cristo Verde, é considerada uma das obras-chave do Simbolismo em pinturas mitológicas simbólicas da era mais antiga, como representado pelo Simbolismo.